# Myodermum variegatum
Myodermum variegatum är en skalbaggsart som beskrevs av Ricchiardi och Gill 2009. Myodermum variegatum ingår i släktet Myodermum och familjen Cetoniidae. Inga underarter finns listade i Catalogue of Life.